# Янсенізм

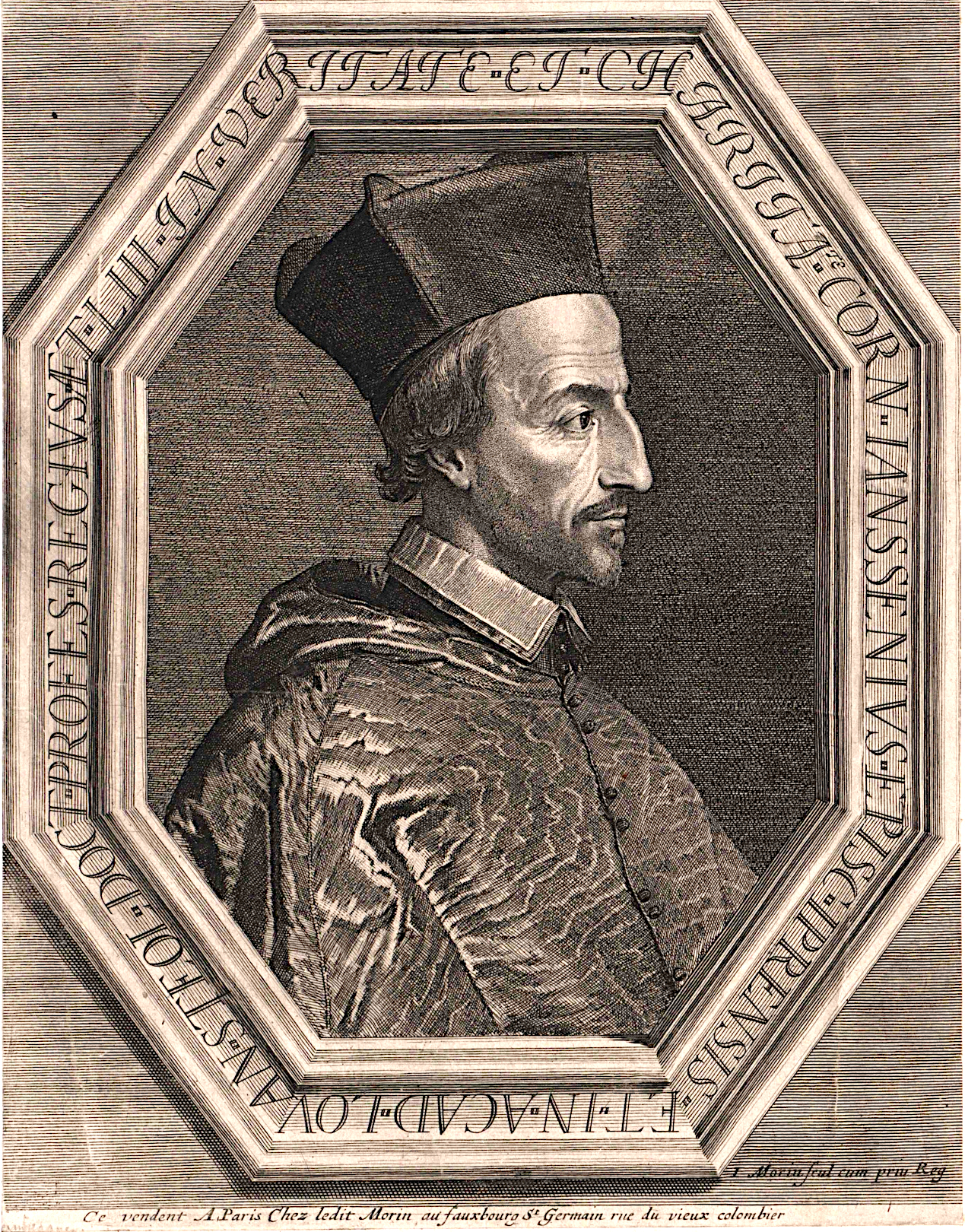
Корнелій Янсеній, основоположник єретичної течії янсенізму.
Основний твір Augustinus.

Янсені́зм (лат. Iansenismus) — релігійне вчення, єретична течія в католицизмі, поширена в Нідерландах і Франції у XVII—XVIII ст. За віровченням янсенізм близький до кальвінізму та протестантизму. Підкреслював зіпсовану природу людини внаслідок перворідного гріха, необхідність Божественної благодаті, а також предестинації (напередвизначення).
Основні положення янсенізму сформулював голландський богослов Корнелій Янсен, що народився в Акуої (Нідерланди)(1585–1638). Від імені богослова походить і назва течії.
Основною ідеєю янсенізму є обмежене бачення людини як такої, що втратила свій надприродний характер, стан ласки, Богом даний Адаму у створенні. Згрішивши, Адам, а з ним і всі його нащадки втратили Божу ласку, а також свою свобідну волю. Людина є цілком спотвореною гріхом і її вчинки нічого не вартують. Лише ласка Божа може змінити людину і дарувати їй спасіння.
Янсенізм твердить, що Христос помер не за все людство, а лише заради малої групи вибраних.
Послідовниками Янсенія були: Сан Сіран (Saint Cyran або Jean Duvergier de Hauranne) (1581–1643), Антуан Арно (Antoine Arnauld), (1612–1694), Жаклін Арно (Jacqueline Marie Arnauld) (1591–1661) та інші.

## Відповідь на єресь Янсенія
Церква твердить, що людина з гріхопадінням Адама не втратила своєї здатності вільно ухвалювати рішення для того, щоб осягнути ласку Божу, йдучи на зустріч Господу і його освячуючій ласці, яка, звичайно, не залежить від людини, а від Бога. Бог об'являється людині, яка вільно його обирає, йде Йому назустріч і є відкритою.
Янсеній і його наука були визнані такими, що суперечать віровченню Церкви папським документом «In eminenti» 13 червня 1643 папою Урбаном VIII, а також папою Інокентієм Х у документі Cum occasione (1653)